# Kragerø
Kragerø est une commune de Norvège, située dans le comté (fylke) du Telemark.

## Démographie
Kragerø comptait 10 691 habitants au 1er octobre 2012. En 1960, Kragerø a fusionné avec Skåtøy à l'est et Sannidal à l'ouest. Après 2000, la population a de nouveau diminué. La population est concentrée dans Kragerø. Les petites villes sont Kil et Vadfoss/Helle. Le reste de la population est dispersé dans toute la municipalité.

## Géographie
Kragerø s'étend sur 307 km2 et compte 495 îles dont Skåtøy, la plus grande. C'est la commune la plus au sud du Telemark.
Elle est située à 194 km d'Oslo et 145 km de Kristiansand, et borde les communes de Risør au sud-ouest, Gjerstad à l'ouest, Drangedal au nord-ouest et Bamble au nord-est.
Il y a 190 étendues d'eau douce sur la commune.

### Les principales îles
- Arøy
- Bærøy
- Brattøy
- Gumøy
- Hellesøy
- Jomfruland
- Kirkeholmen
- Langøy
- Lille Kirkeholmen
- Risø
- Skåtøy
- Stråholmen
- Tåtøy

### Zones protégées
- Parc national de Jomfruland [2]
- Zone de conservation du paysage de Stråholmen
- Réserve naturelle d'Ødegården
- Réserve naturelle de Rogneholmen
- Réserve naturelle d'Hellesengtjenna
- Monument naturel de Bråtane
- Réserve naturelle de Brattøykollen

## Histoire
À l'époque de la marine à voile[Quand ?], Kragerø était l'un des plus grands ports de Norvège et exportait du bois et de la glace.
En 1960, la commune de Kragerø a fusionné avec celles de Skåtøy et de Sannidal.

## Musées
- Musée Berg (Berg-Kragerø Museum), demeure construite vers 1800, mobilier d'époque
- Maison de Kittelsen (Kittelsenhuset - Museum), maison d'enfance du peintre Theodore Kittelsen

## Administration
Le maire de Kragerø est Erling Laland (Arbeiderpartiet - Parti travailliste) depuis 2003.

## Économie

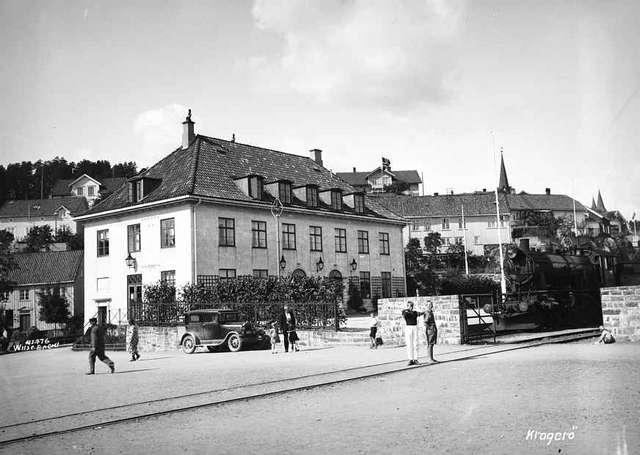
Gare de Kragerø en 1934

Les ressources principales sont l'industrie et le tourisme.
Les principales entreprises de Kragerø sont :
- Weifa, industrie pharmaceutique ;
- Napster Informasjonsindustri, industrie graphique ;
- Den Norske Høyttalerfabrikk (DNH), fabrication de haut-parleurs ;
- Kjættingfabriken A/S, fabrication de chaînes pour la marine.

Kragerø est une commune touristique qui voit sa population décupler l'été, pour atteindre 40 à 50 000 habitants. Elle accueille 4 000 résidences secondaires.
Il existe un peu de sylviculture.

## Personnages célèbres
- Theodor Kittelsen (1857-1914), peintre
- Bodil Biørn (1871-1960), missionnaire protestante, témoin du génocide arménien.
- Ronald Fangen (1895-1946), écrivain
- Alf Cranner (1936- ), musicien